# Where Did All the Love Go?
Where Did All the Love Go? è il secondo singolo estratto dall'album West Ryder Pauper Lunatic Asylum del gruppo musicale Kasabian, pubblicato il 10 agosto 2009.

## Video musicale
Secondo Sergio Pizzorno, il video è influenzato dai film di registi quali Kenneth Anger e Busby Berkeley. Nel video, diretto da Charles Mehling, la band suona il brano all'interno di un tendone da circo, mentre intorno a loro ballerine e altri artisti del circo ballano e si esibiscono, spiati da due bambini.

## Tracce
CD PARADISE64
1. Where Did All the Love Go? – 4:18
2. Vlad the Impaler (Zane Lowe Remix) - 4:32

Vinile 10" PARADISE65
1. Where Did All the Love Go? – 4:18
2. Where Did All the Love Go? (Burns Remix) - 6:07

Download digitale
1. Where Did All the Love Go? (Live at Le Live De La Sema) - 4:30

Download digitale (iTunes)
1. Where Did All the Love Go? – 4:18
2. Vlad the Impaler (Zane Lowe Remix) - 4:32
3. Where Did All the Love Go? (Burns Remix) - 6:07
4. Take Aim (Dan the Automator Remix) - 5:17

CD promozionale
1. Where Did All the Love Go? (Radio Edit) – 4:14
2. Where Did All the Love Go? (Instrumental) – 4:26

## Formazione
Kasabian
- Tom Meighan – voce
- Sergio Pizzorno – voce, chitarra, tastiera, sintetizzatore, programmazione, arrangiamenti orchestrali
- Chris Edwards – basso
- Ian Matthews – batteria, percussioni

Altri musicisti
- Dan the Automator – programmazione aggiuntiva
- Tim Carter – chitarra aggiuntiva, tastiera aggiuntiva, percussioni
- Rosie Danvers – direzione archi
- Wired Strings – archi

## Classifiche
| Classifica (2009)          | Posizione massima |
| -------------------------- | ----------------- |
| Belgio (Ultratop Fiandre)  | 4                 |
| Belgio (Ultratop Vallonia) | 9                 |
| Regno Unito                | 30                |